# Степной (Мечетлинский район)
Степной (баш. Степной) — деревня в Мечетлинском районе Республики Башкортостан Российской Федерации. Входит в состав Большеокинского сельсовета.

## География

### Географическое положение
Расстояние до:
- районного центра (Большеустьикинское): 13 км,
- центра сельсовета (Большая Ока): 5 км,
- ближайшей ж/д станции (Красноуфимск): 88 км.

## История
В 1965 г. Указом Президиума ВС РСФСР поселок 2-го отделения Месягутовского совхоза переименован в Степной.

## Население
| 1939 | 1959 | 1970 | 1979 | 1989 | 2002 | 2009 |
| ---- | ---- | ---- | ---- | ---- | ---- | ---- |
| 184  | ↗308 | ↗429 | ↘301 | ↘224 | ↗255 | ↘227 |
| 2010 |      |      |      |      |      |      |
| ↘190 |      |      |      |      |      |      |

Национальный состав
Согласно переписи 2002 года, преобладающие национальности — татары (48 %), башкиры (40 %).